# Xylocopa adusta
Xylocopa adusta är en biart som beskrevs av Pérez 1901. Xylocopa adusta ingår i släktet snickarbin, och familjen långtungebin. Inga underarter finns listade i Catalogue of Life.